# Mario Westbroek
Marinus Westbroek, zw. Mario Westbroek (ur. 11 marca 1961 w Rotterdamie) – holenderski lekkoatleta.
W 1980 wystartował na igrzyskach olimpijskich. W biegu na 100 m odpadł w pierwszej rundzie, zajmując 6. miejsce w swoim biegu eliminacyjnym z czasem 10,91 s. Był także w składzie sztafety 4 × 400 m, która odpadła w pierwszej rundzie zawodów, plasując się na 5. pozycji w swoim biegu eliminacyjnym z czasem 3:06,0 s.
W 1982 został mistrzem kraju na 100 m z czasem 10,79 s i 200 m z czasem 20,92 s.